# فطام
فطام الرضيع هي تلك المرحلة التي يبدأ فيها بتنويع مصادر تغذيته بدلاً من الاعتماد الكلي على الرضاعة الطبيعية، والتي يتم قطعها تدريجياً. ويعتبر الصغير مفطوما متى ما أدرك ذلك.

## الفطام عند البشر
لا يزال توقيت وطريقة الفطام المثلى محل جدل بين الناس. وتنصح الجمعية الأمريكية لطب الأطفال ومنظمة الصحة العالمية أن تبدأ عملية الفطام مطلع الشهر السادس من عمر الرضيع.
لكن هذا لم يمنع شركات أغذية الرضع من تسويق منتجات صنعت خصيصاً للرضع ما بين 4 و6 أشهر، مع التأكيد بأن تناول هذه الأغذية لا يغني عن حليب الأم. هذه الأطعمة لينة وهشة وتحتوي على الفواكه والخضروات المهروسة.
تقديم الأطعمة لتغذية الرضيع يجب أن يتم بعناية فائقة، ولذا فإن هناك بعض أصناف من الطعام
ينبغي بشكل عام تجنبها في بداية الفطام ومنها: المخبوزات، المكسرات، زبدة الفول السوداني، والبقوليات، والأسماك
والجبن غير المبستر، وذلك لأنها قد تسبب الحساسية لديه، رغم ظهور بعض الأبحاث التي تؤكد على أنه لا علاقة لهذه الأصناف بالحساسية،
بل وعلى العكس من ذلك، فإن التعرض المبكر لها قد يقلل من احتمالية الإصابة بالحساسية منها مستقبلاً. .
الكثير من الثقافات حول العالم لا تزال تتبع طريقة للفطام تتم عبر المضع المسبق للطعام من قبل أحد الوالدين ثم تقديم هذا المزيج للرضيع ليتناوله. هذه الممارسة قديمة جداً وتحمل بعض الفوائد منها أن الطفل تزيد مناعته بسبب الأجسام المضادة التي انتقلت عبر لعاب الأم إليه لكن هذه الممارسة أيضاً ضارة ومؤذية للطفل إن كان من يقوم بتقديم الطعام بهذه الطريقة أشخاص آخرين غير الوالدين كالخدم، لأنها قد تنقل إليه بعض الأمراض المعدية.
لا تزال تتخلل عملية الفطام العديد من الصعوبات مهما كان عمر الرضيع، ويحتاج الطفل لفترة طويلة حتى يجيد تماماً
التعامل مع أدوات الطعام. عادة ما يتعلم الطفل استخدام الملعقة مثلاً في عمر 14 شهراً لكن غالبهم لن يستطيعوا
إطعام أنفسهم بشكل جيد قبل إتمام السنة الثالثة من العمر.

### عمر الفطام
عمر الفطام يختلف كثيراً بين الناس لاختلافات ثقافية، ويتراوح ما بين 6 أشهر إلى 5 سنوات. علمياً، فإن دراسة العوامل البيولوجية لعملية البلوغ التي قام بها
العديد من العلماء وتحديداً كاثي دويتلر أظهرت أن الفترة بين عمر سنتين ونصف وسبع سنين هي الفترة الطبيعية
للفطام بالمقارنة مع بقية الثدييات. هذا يعتمد على إحدى المقاييس التالية؛ ربط إتمام الفطام بظهور الأسنان الدائمة (في البشر بين 5 حتى 6 سنوات)؛
أو بقسمة فترة الرضاع على فترة الحمل والتي غالباً تساوي الرقم 6 في القرود وإذا ما طبق هذا على البشر
فإن الناتج (9 أشهر × 6 = 54 شهراً = 4 سنوات ونصف)، أو السن الذي فيه يصبح وزن الرضيع 4 أضعاف وزن ولادته
والذي غالباً ما يتم بين سنتين ونصف وثلاث سنوات ونصف.
ثمة دراسات أخرى، نظرت للفطام من وجهة نظر مختلفة، كالعوامل النفسية. باربرا روقوف مثلاً؛ ذكرت في دراسة أن أسوء وقت لإتمام الفطام كليةً هو بين 13 - 18 شهراً وما بعد هذه الفترة فإن العملية تتم بسهولة كبيرة على الطفل وقد يتم الطفل العملية كاملة من تلقاء نفسه.

### دراسات عن الرضاعة والفطام
تدل الدراسات (2016) على أن الرضاعة الطبيعية مفيدة للطفل. وتنصح الدراسات بأن الرضاعة من الأم لا بد وأن تكون خلال الأربعة أشهر الأولى من عمر الوليد على الأقل، حيث أن ذلك يقلل من حدوث حساسية للطفل أثناء عمره . كما ينصح الأطباء أن بداية إعطاء الطفل غذاء عاديا يجب أن يتواصل مع الإرضاع وليس أن يكون بعد فطم الطفل . تلك النصائح تقلل من احتمال إصابة الطفل بالحساسية خلال عمره ؛ وتشير الدراسات إلى أن هذا النظام يقلل من احتمال إصابة الطفل بالداء الزلاقي (حساسية القمح) .
كما تشير الدراسات الطبية أن للسمك في تغذية الطفل مفعول جيد على هذا السبيل. فأكل الأسماك جيد للأم أثناء الرضاعة، وتغذية الطفل بالسمك حسن خلال السنة الأولى من عمره. وكلما تنوع غذاء الطفل خلال 12 شهر الأولى من عمره فهو يكون محصنا ضد الإصابة بمرض الربو أو حساسية الأنف.
إذا لم تستطع الأم رضاعة الطفل فيمكنها شراء لبن اصطناعي معالج بطريقة خاصة تعمل على تفتيت البروتين وتجعله سهلا للهضم ؛ طريقة معالجة الحليب الاصطناعي تسمى حلمهة (أي التحلل المائي) Hydrolysate. يمكن شراء هذا الحليب الاصطناعي المعالج بطريقة الحلمهة من الصيدليات.
وردت تلك النصائح في تقرير نشرته الجمعية الألمانية لأمراض الحساسية والجمعية الألمانية لأمراض الطفل عن نتائج أبحاثهما حتى عام 2016.

## دينيا
ورد في القرآن نص في الآية 232 في سورة البقرة أن الفطام خلال العامين
```
(وَالْوَالِدَاتُ يُرْضِعْنَ أَوْلادَهُنَّ حَوْلَيْنِ كَامِلَيْنِ لِمَنْ أَرَادَ أَنْ يُتِمَّ الرَّضَاعَةَ )
```

وفي الإنجيل سفر المكابيين الثاني نص [بحاجة لمصدر]:
```
(الأم ترضع طفلها لثلاث سنين حتى يصبح طبيعياً)،
```